# Eš
Eš település Csehországban, a Pelhřimovi járásban. Eš Obrataň, Pacov, Důl, Věžná és Kámen településekkel határos. Lakosainak száma 65 fő (2024. január 1.).

## Népesség
A település lakosságának változását az alábbi diagram mutatja:
| Lakosok száma | 233  | 239  | 199  | 134  | 81   | 51   | 60   | 59   | 66   | 65   |
|               | 1869 | 1890 | 1921 | 1950 | 1980 | 2001 | 2017 | 2019 | 2022 | 2024 |